# Ріо-Ібаньєс (комуна)
Ріо-Ібаньєс (ісп. Río Ibáñez) - комуна в Чилі. Адміністративний центр комуни - селище Пуерто-Ібаньєс. Населення - 757 осіб (2002). Селище і комуна входять до складу провінції Хенераль-Каррера та регіону Айсен.
Територія комуни – 5997,2 км². Чисельність населення – 2285 мешканців (2007). Щільність населення - 0,41 чол./км².

## Розташування
Селище Пуерто-Ібаньєс розташоване за 80 км на південь від адміністративного центру регіону міста Кояїке та за 34 км на північний захід від адміністративного центру провінції міста Чиле-Чико.
Комуна межує:
- на півночі - з комуною Кояїке
- на сході — з провінцією Санта-Крус (Аргентина)
- на півдні - з комуною Чиле-Чико
- на заході - з комуною Айсен

## Демографія
Згідно з даними, зібраними під час перепису Національним інститутом статистики, населення комуни становить 2285 осіб, з яких 1270 чоловіків та 1015 жінок.
Населення комуни становить 2,28% від загальної чисельності населення регіону Айсен, при цьому 100% відноситься до сільського населення і 0% - міське населення.